# Eric Walther (Moderner Fünfkämpfer)
Eric Walther (* 13. März 1975 in Berlin) ist ein deutscher Pentathlet. Sein größter Erfolg war der Gewinn des Einzelwettbewerbs bei den Weltmeisterschaften 2003. Seine stärksten Disziplinen sind Schwimmen und Laufen.

## Karriere
Eric Walther begann im Alter von zwölf Jahren mit dem Modernen Fünfkampf. 1994 konnte er sich erstmals für die Juniorenweltmeisterschaften qualifizieren. Im selben Jahr machte er sein Abitur und ging zur Sportfördergruppe der Bundeswehr. In den ersten Jahren im Seniorenbereich war es schwer für ihn den Anschluss an die Weltspitze zu schaffen. Er konnte sich jedoch stetig verbessern und qualifizierte sich im Jahr 2000 für seine ersten Olympischen Spiele in Sydney. Bei den Weltmeisterschaften 2002 in San Francisco gewann er im Einzel die Bronzemedaille. Es war die erste Fünfkampf-Medaille eines deutschen Mannes bei einer Weltmeisterschaft seit über 50 Jahren. Im selben Jahr wurde er auch Weltmeister mit der Staffel.
Ein Jahr später gelang ihm dann sein größter Karriereerfolg. Bei den Weltmeisterschaften in Pesaro holte er sich als erster Deutscher den Weltmeistertitel im Modernen Fünfkampf. Er konnte den Schweden Erik Johansson auf der Zielgeraden abhängen und gewann damit Gold. Bei den Olympischen Spielen in Athen war er nicht ganz so erfolgreich. Als Medaillenanwärter gestartet, konnte er seine Ambitionen nach dem Schießen und Fechten schon begraben und musste am Ende mit Platz sieben zufrieden sein.
Die nächste Saison verlief dann wieder erfolgreicher für Walther. Nach dem Weltcupsieg in Athen und dem dritten Platz beim Weltcupfinale in Uppsala konnte er als erster Deutscher die Saison auf Platz eins der Weltrangliste beenden. Bei den Olympischen Spielen 2008 in Peking belegte Walther den 16. Platz.